# Het Gouden Pennetje
Het Gouden Pennetje was een journalistieke aanmoedigingsprijs die jaarlijks werd toegekend om jong talent in de journalistiek te stimuleren.
De prijs werd uitgereikt door het Nederlands Genootschap van Hoofdredacteuren (opgericht in 1959). De prijs is op 14 december 1984 ingesteld ter gelegenheid van het 25-jarig bestaan van het genootschap. Op 6 april 2001 werd daarnaast de eerste Gouden Tape uitgereikt om televisiemakers en de traditionele schrijvende pers naast elkaar in het zonnetje te kunnen zetten. De rol van deze onderscheidingen werd in 2007 overgenomen door De Tegel, volgens de Stichting Jaarprijzen voor de Journalistiek "de hoogste waardering" voor een journalistieke prestatie.
Aan de prijs was een geldbedrag van 3500 euro verbonden en een gouden vulpen met daarbij een oorkonde met het juryrapport.
In 2007 ging Het Gouden Pennetje met de Prijs voor de Dagbladjournalistiek en de Gouden Tape op in de journalistieke prijs De Tegel.

## Gelauwerden
- 2005 - Bor Beekman van de Volkskrant
- 2004 - Kustaw Bessems van Trouw en Joris van Casteren voor zijn bijdragen in Vrij Nederland en NRC Handelsblad.
- 2003 - Raoul du Pré van de Volkskrant
- 2002 - Bas Kock van BN/De Stem
- 2001 - Joris Luyendijk van de Volkskrant, Radio 1, NRC en de NOS, voor zijn berichtgeving vanuit het Midden-Oosten na de aanslagen van 11 september.
- 2000 - Marcel van Engelen van (destijds) Het Parool
- 1999 - Rinskje Koelewijn
- 1998 - Wendelmoet Boersema
- 1997 - Sander Pleij en Joeri Boom
- 1996 - Margriet Oostveen
- 1995 - Marije Vlaskamp
- 1994 - René van der Lee
- 1993 - Gerbert van Loenen
- 1992 - Caroline de Gruyter (Elsevier)
- 1991 - Hans Nijenhuis
- 1990 - Stieven Ramdharie
- 1989 - Emilie Escher
- 1988 - Henk Blanken
- 1987 - Leonoor Meijer
- 1986 - Hetty Nietsch en Jolan Douwes
- 1985 - Arendo Joustra
- 1984 - Frénk van der Linden, begon bij De Tijd; later NRC Handelsblad, Nieuwe Revu en VPRO-radio